# Darwinismo neurale
Il Darwinismo neurale è una teoria globale del funzionamento cerebrale, al cui interno emerge la possibilità di correlare l’attività psichica e i processi fisiologici propri del cervello, ampliando l’indagine sino alla mente e alla coscienza.
La teoria viene esposta nel 1987 da Gerald Edelman all'interno del volume Neural Darwinism e concepita entro il paradigma selezionista attraverso un approccio interdisciplinare, che spazia dalla biologia dello sviluppo e dell’evoluzione, alla psicologia ed etologia.
L’ipotesi che il funzionamento neurale possa essere compreso sulla base della teoria della selezione di Darwin viene proposta da Edelman a seguito delle sue ricerche nel campo dell’immunologia, per cui vinse il premio Nobel nel 1972. Sistema immunitario e sistema nervoso sembrano seguire i medesimi principi del selezionismo che Darwin rinviene nell’evoluzione delle specie. Si possono generalmente osservare: un meccanismo che produce variabilità, un meccanismo che permette lo scambio bidirezionale tra ambiente e popolazione e una serie di processi di amplificazione differenziale.
Per comprendere come sia possibile la corrispondenza tra input ambientale e output comportamentale, il sistema nervoso viene presentato sia come prodotto della selezione naturale sia come sistema a sua volta selettivo in grado di svilupparsi con assoluta variabilità e di evolversi in modo altrettanto peculiare durante l’arco dell’esistenza.
Per Edelman, il modello istruzionista, secondo cui il cervello (cervello-calcolatore) possiede un programma di regole utilizzate nella categorizzazione del mondo, risulta inadeguato di fronte all'imprevedibilità e agli elementi di novità costitutivi della realtà in cui l’individuo vive. Il modello selezionista, al contrario, prevede un mondo “senza etichette”: le categorie che l’uomo sviluppa per suddividerlo non sono e non possono essere date in maniera deterministica e aprioristica.
Sebbene il cervello sia il risultato di un lungo processo evolutivo e del dispiegarsi del genoma, non è da essi totalmente determinato: il sistema nervoso presenta un alto grado di variabilità osservabile sia tra individui diversi, sia nello stesso individuo in tempi diversi.L’ambiguità dell’ambiente e l’enorme variabilità individuale vengono spiegate in termini di variazione e selezione somatica. Ne risulta un sistema nervoso vincolato in parte dal processo evolutivo di larga scala (motivo per cui tutti gli appartenenti alla stessa specie mostrano caratteristiche anatomiche simili), ma al tempo stesso estremamente capace di modificarsi all'interno di questi vincoli, per adattarsi alle richieste esterne.
La teoria della selezione dei gruppi neuronali (TSGN), nucleo del Darwinismo neurale, propone tre meccanismi responsabili del comportamento adattivo del sistema nervoso:
- Selezione durante lo sviluppo

- Selezione durante l’esperienza

- Rientro

Durante la fase di sviluppo dell’embrione vanno delineandosi le strutture neuroanatomiche che costituiranno l’encefalo, l’eccesso di neuroni presenti nella fase iniziale viene ridotto attraverso la competizione topobiologica. La regolazione epigenetica interviene nel processo su vari livelli di organizzazione, ad esempio attraverso divisione cellulare, migrazione, crescita e movimento degli assoni, sinaptogenesi, morte cellulare. Si definiscono infine dei repertori primari, ovvero popolazioni di neuroni localizzati in aree specifiche del cervello.
L’esperienza che si fa dell’ambiente esterno va a incidere attraverso fenomeni di natura chimica sulla rete neuronale che si è formata, indebolendo o rinforzando particolari circuiti. I circuiti rinforzati costituiscono i repertori secondari e si organizzano in mappe specializzate nel rispondere a particolari stimoli (es. orientamento di una barra, colore, movimento...).
Durante la fase di rientro le varie mappe locali comunicano vicendevolmente (comunicazione in parallelo) permettendo la sintesi dei vari stimoli disgiunti e ottenendo un’esperienza unitaria.
Dopo aver individuato i tre principi fondamentali della teoria, Edelman nota come la capacità di categorizzare sia implicita nel sistema nervoso stesso; in particolare viene esaminata la categorizzazione percettiva, ovvero la capacità di discriminare selettivamente un oggetto o un evento da altri per scopi adattativi. Secondo il neuroscienziato, essa è possibile solo attraverso un campionamento delle singole caratteristiche dell’oggetto, considerate separatamente.
Gli stimoli esterni, provenienti dall'ambiente, vengono rappresentati sulle pareti della lamina corticale, nelle aree riceventi primarie (es. quella della vista e dell’udito). In questo modo le proprietà fisiche multidimensionali dello stimolo vengono tradotte in proprietà neuronali, formando mappe cerebrali sulla lamina bidimensionale della corteccia, capaci di comunicare tra loro attraverso segnalazioni rientranti. La struttura neuronale minima capace di effettuare la categorizzazione percettiva è composta da una coppia di classificazione: sono necessarie almeno due mappe distinte e indipendenti, i cui gruppi neuronali sono collegati da connessioni rientranti. Incontri ripetuti con un determinato stimolo contribuiscono al rafforzamento delle sinapsi tra le mappe, ovvero delle connessioni tra certe combinazioni attive di neuroni appartenenti a regioni cerebrali distinte e che ricevano segnali autonomamente.
La connessione rientrante tra le numerose mappe locali (motorie e sensoriali) e aree del cervello non organizzate in mappe (ippocampo, gangli basali, cervelletto) forma una struttura dinamica, che varia nel tempo e a seconda del comportamento, chiamata mappa globale; essa è in grado di collegare gli eventi selettivi delle mappe locali con il comportamento motorio: l’attività senso-motoria sulla mappa globale, seleziona i gruppi di neuroni che forniscono l’output o il comportamento adatto in relazione a un certo stimolo.
La categorizzazione percettiva avviene perciò attraverso la selezione di gruppi neuronali e appare come il prodotto dell’interazione rientrante tra le mappe locali (sensoriali e motorie) che interagiscono con ippocampo, gangli basali e cervelletto, creando il mappaggio globale.
Dal legame tra la mappa globale e alcuni sistemi di valore, come i sistemi edonici del reward, selezionati per via evolutiva e presenti in strutture cerebrali appartenenti al diencefalo (parti dell'ipotalamo), al sistema limbico (alcuni nuclei della base come il globo pallido, nucleo accumbens), e ad aree mesencefaliche (area tegmentale ventrale) derivano, secondo Edelman, alcune forme di apprendimento: il comportamento porta a modifiche sinaptiche nelle mappe globali tali da soddisfare quei valori e in grado di mantenere le condizioni favorevoli alla vita, rispettando i bisogni omeostatici e appetitivi.
Il darwinismo neurale fornisce anche un’interpretazione relativa alla coscienza, funzione superiore del cervello. Essa è un processo e non una sostanza, è mutevole, individuale e selettiva nel tempo: emerge dall'interazione tra le regioni cerebrali che si occupano della categorizzazione percettiva e quelle della memoria. Edelman critica aspramente le teorie trascendentali e metafisiche, le teorie basate sul funzionalismo meccanico che sostengono uno stretto legame tra mente e software di un computer. 
Pur rifiutando apertamente i programmi proposti dall'intelligenza artificiale, in quanto un computer non può rispecchiare la complessità e l’unicità del cervello umano, secondo Edelman è importante lavorare su artefatti che simulano la coscienza umana: sono Brain-based devices (Darwin VII, Darwin VIII, Darwin X), le cui scelte non sono programmate ma selezionate attraverso l’addestramento, progettati su base selettiva e non attraverso istruzioni.
Nonostante gli elementi critici, la teoria del darwinismo neurale rappresenta una svolta clamorosa nella comprensione del funzionamento del cervello, della formazione della coscienza e dell’interpretazione di fenomeni superiori dell’attività del sistema nervoso, coniugando processi fisiologici e psicologici, unificando in sé concetti dell’evoluzionismo e delle neuroscienze per una comprensione della coscienza biologicamente fondata.

## I tre principi della TSGN
La TSGN (teoria della selezione dei gruppi neuronali) impiega tre concetti fondamentali per spiegare il complesso fenomeno della coscienza. 
I tre principi, così sono chiamati da Edelman, si basano su processi selettivi. L’unità su cui agisce la selezione è il gruppo neuronico, un insieme di cellule strettamente connesse.
Primo principio: selezione nella fase di sviluppo
I processi di sviluppo portano, in un certo individuo, alla formazione delle caratteristiche neuroanatomiche della sua specie. Le ramificazioni più sottili dell’anatomia, però, sono estremamente variabili: le cellule si connettono o si separano tra loro grazie a particolari proteine dette morforegolatrici specificate da insiemi di geni in certe zone dell’embrione. Grazie a questo, alla morte selettiva delle cellule e all'accoppiamento delle connessioni dei dendriti, la selezione in fase di sviluppo porta alla formazione del repertorio primario. La selezione è un processo epigenetico. Il patrimonio genetico fornisce solamente dei vincoli al processo e non una serie di istruzioni precise, per questo motivo due individui con lo stesso patrimonio genetico molto probabilmente non formeranno lo stesso repertorio primario.
Secondo principio: La selezione esperienziale
La selezione esperienziale non comporta mutamenti anatomici ma, sotto la guida delle esperienze di comportamento, rafforza e indebolisce popolazioni di neuroni. I circuiti attivi, con sinapsi rinforzate, costituiscono il repertorio secondario. È un processo che riesce a spiegare la memoria e altre funzioni della mente. I meccanismi che portano alla formazione del repertorio primario e del repertorio secondario si possono anche intrecciare sia in fase di sviluppo, sia in un cervello già sviluppato.
Terzo principio: Il rientro
Il rientro spiega come le aree cerebrali, emerse nel corso dell’evoluzione in una data specie, si coordinano tra loro per far nascere nuove funzioni, come la categorizzazione. I repertori primari e secondari formano mappe collegate da connessioni parallele e bidirezionali. In una determinata mappa vengono selezionati alcuni gruppi di neuroni contemporaneamente ad altri gruppi di una diversa mappa. Grazie alla segnalazione rientrante e il rafforzamento delle interconnessioni fra mappe, si ottiene il coordinamento di questi eventi di selezione. Il terzo principio riesce a spiegare il comportamento e come avvenga la connessione tra psicologia e fisiologia senza il bisogno di postulare l'esistenza di un supervisore superiore dei processi. Una teoria istruzionistica, invece, è costretta a compiere questa operazione.

## Mappe locali e mappe globali
I concetti di mappa locale e mappa globale, introdotti da Edelman all'interno della sua teoria del darwinismo neurale, ebbero da subito una notevole fortuna, tanto da rendere gli studi sulla struttura, gli sviluppi e l’evoluzione delle mappe uno degli oggetti di ricerca più attivi all'interno della neurobiologia. Attraverso questi concetti, infatti, la teoria di Edelman è in grado di affrontare aspetti etologici e comportamentali adattivi della categorizzazione percettiva negli animali.
Una mappa locale consiste in una struttura topologica ordinata, e nell'attività di gruppi di neuroni e di tratti di fibre ad esso collegati, attivi nel cervello di un organismo. Nel tentativo di definire una mappa locale è bene tenere presente che lo stesso Edelman sostiene che la definizione di mappa rimane volutamente molto flessibile, data la vastissima variabilità di fondo presente anche in specie dotate di pochi neuroni.
Queste strutture neurali (mappe organizzate) sono il risultato della combinazione di diversi fattori, che includono un insieme di eventi selettivi capaci di modificare epigeneticamente le strutture neurali. Questi eventi dipendono da selezioni contingenti, pertanto la struttura delle popolazioni neurali è solo in minima parte determinata dalla forma genetica di base.
Tra i meccanismi essenziali determinanti lo sviluppo della struttura neurale, Edelman riprende sette eventi sequenziali:
1. la proliferazione cellulare, che fornisce la straordinaria variabilità delle arborizzazioni terminali;[39]
2. la migrazione cellulare, che comporta la loro sovrapposizione e competizione;[39]
3. l’aggregazione cellulare selettiva, che fa dipendere la forma definitiva delle arborizzazioni terminali da fattori locali e contingenti, dalle connessioni e dallo stato effettivo del neurone;[39]
4. il citodifferenziamento neuronale, in cui avvengono le interazioni competitive in estensione verso territori occupati e liberi;[39]
5. la morte cellulare, un avvenimento non programmato ma epigenetico, il più delle volte stocastico;[39]
6. la formazione delle connessioni, attraverso processi selettivi di eliminazione e stabilizzazione delle sinapsi;[39]
7. l’assestamento centro-periferia, che stabilizza le popolazioni neurali sulla base delle esigenze delle aree periferiche.[39]

In ogni caso, quello che le varie ricerche svolte in questo ambito sembrano confermare è che la struttura anatomica delle diverse mappe è il risultato probabile di eventi locali e di feedback estremamente complessi. Pertanto la conformazione finale delle mappe non deriva da strutture già prestabilite nei dettagli, proprio perché questa serie di eventi porta inevitabilmente ad un’ampia variabilità contingente di possibilità e alternative per la conformazione finale delle mappe locali.
Tra gli studi più fortunati condotti in neurobiologia, troviamo numerose ricerche sul sistema retino-tettale, che hanno portato alla plausibilità dei meccanismi modulari e della selezione competitiva: il repertorio primario, come si presenta in una mappa, sembra effettivamente essere il risultato di una selezione, sembra quindi essere modificabile epigeneticamente da eventi contingenti. La conseguenza di questo è che anche le mappe di un adulto possono potenzialmente essere modificabili, pur nei limiti di un’anatomia relativamente stabile.
A tal proposito numerosi esperimenti sono stati svolti su diversi animali (in particolare le scimmie), per vedere come il loro cervello reagiva ai diversi stimoli (come per esempio, l’amputazione di un dito, la resezione dei nervi periferici, ablazioni locali nella corteccia cerebrale e altri). Da questi esperimenti fu possibile osservare fondamentalmente che le mappe di queste scimmie si riadattavano rapidamente in seguito ad ogni intervento.
Le attività delle molteplici mappe locali sono connesse tra loro mediante il rientro, questo è anche ciò che permette il comportamento senso-motorio dell’animale. Queste relazioni tra le diverse mappe avviene su una struttura di ordine superiore, chiamata mappa globale.
Una mappa globale è quindi ciò che rende possibile la connessione tra gli eventi selettivi che avvengono nelle mappe locali (sia motorie sia sensoriali), è una struttura dinamica capace di mettere in relazione le singole mappe anche con porzioni non organizzate a mappe (per esempio, l’ippocampo e il cervelletto) presenti nelle diverse aree del cervello. Così gli eventi selettivi che avvengono nelle mappe locali vengono collegati tra loro attraverso questa mappa globale. Tale mappa globale costituisce un ciclo dinamico che mette in corrispondenza i comportamenti di un animale con i campionamenti dei molteplici segnali sensoriali. Per fare ciò la mappa globale svolge un’attività di selezione dei gruppi neuronici che forniscono il comportamento (output) più adeguato, in risposta ad un dato stimolo (input). Da questo processo dipende anche la categorizzazione. L’adeguatezza di un comportamento va intesa come l’uniformità di un comportamento con i valori stabiliti per via evolutiva.
È importante tener presente della differenza rispetto al funzionamento di un calcolatore: questi comportamenti non sono delle risposte a messaggi codificati provenienti dall'interno e contenenti istruzioni, ma sono il risultato di un complesso sistema selettivo, competitivo dinamico, che lascia spazio quindi ad un considerevole grado di indeterminatezza del cervello.

## Competizione topobiologica
La competizione topobiologica nella teoria di Edelman si occupa di rispondere a due fondamentali domande:
Come si passa dal codice genetico tramite le proteine ad una configurazione tridimensionale dell'individuo?
Come sono possibili nel corso del tempo cambiamenti nei processi ed evoluzioni delle forme?
La competizione topobiologica spiega l'importanza dei “topoi”, ovvero dei luoghi in cui avvengono i processi e in cui si trovano gli elementi coinvolti. Alcune interazioni tra le cellule che regolano i processi si verificano infatti solo se queste si trovano in un luogo particolare, con determinate condizioni e circondate da altre cellule particolari.
I processi dinamici che regolano lo sviluppo embrionale sono gli stessi che regolano lo sviluppo del cervello. Per questo motivo la competizione topobiologica ha a che fare con l'embrione. La forma dell'embrione, quindi anche del suo cervello, deriva da insiemi di cellule di vario tipo, ciascuna delle quali esprime un pool proteico differente.Ogni cellula infatti esprime combinazioni diversi di geni: dal DNA della cellula si produce l'RNA, il quale è utilizzato per produrre proteine costruendo sequenze di aminoacidi che ne determinano la conformazione. La forma di ogni proteina è importantissima poiché specifica la funzione della proteina stessa.
L’embrione, che è la fusione di spermatozoo e ovocita, contiene geni di entrambi i genitori; da questa fusione hanno origine moltissime altre cellule. Le cellule si dividono, migrano, muoiono, aderiscono e si connettono tra loro, rispondono ed emettono segnali e si differenziano. Nell'embrione si stabilizzano così vari strati di cellule che cominciano a mandare segnali da uno strato all'altro. I segnali sono associati alla posizione che ogni gruppo di cellule occupa. Ad esempio dall'ectoderma una porzione di cellule, dopo aver ricevuto un segnale, si differenzia e dà origine in modo topobiologico alla placca neurale. Nella placca neurale a sua volta si differenzieranno le cellule che daranno origine al tubo neurale e via così alla formazione dell'intero sistema nervoso.
La forma di una data specie è data dalla combinazione dei geni: le singole cellule si muovono, reagiscono a segnali e muoiono in maniera imprevedibile. Quindi i processi di specializzazione delle cellule devono essere coordinati con l'espressione genica. Gli embrioni di una stessa specie hanno cellule simili, ma la morte di una cellula in una certa posizione è un evento che non può essere anticipato dal patrimonio genetico. Le informazioni contenute nel genoma non determinano a priori la posizione delle cellule. Questo inserisce un alto grado di indeterminatezza.
Tuttavia, ciò che spiega davvero la forma finale sono le cosiddette molecole morforegolatrici: queste molecole controllano il movimento e l'adesione delle cellule e si dividono in molecome CAM (cell adhesione molecule) le quali connettono cellule tra loro, SAM (substrate adhesion molecule) che connettono cellule al substrato e CJM (cell junction molecule) le quali, a loro volta, connettono gruppi di cellule alla formazione di strati epiteliali.
Le CAM e le SAM impediscono o consentono il movimento delle cellule in luoghi specifici. Dopo che sono state attivate combinazioni di geni, le cellule vengono rilasciate o trattenute e producono nuovi segnali per altri processi. L'insieme di questa dinamica produce i tessuti e le forme specifiche dell'embrione. In questo modo è possibile che si realizzino forme diverse. Un altro elemento importante è il cosiddetto gene omeotico che determina la specializzazione delle cellule e quindi lo sviluppo delle regioni del corpo.
Il cervello e il sistema nervoso si formano esattamente seguendo gli stessi processi, i segnali sono topobiologici e intervengono molecole morforegolatrici. Il numero delle cellule che si formano e che muoiono è elevatissimo e le strutture che si formano sono tra gli esempi più straordinari e complessi del processo topobiologico. 
In questa dinamica intervengono geni, proteine, cellule, molecole, il loro movimento, la loro morte e la loro posizione.Tutti questi fattori interagiscono a livelli diversi. Tutto ciò che accade, dipende dal luogo specifico in cui accade e avviene perché in precedenza si sono dati altri eventi in luoghi determinati. È un insieme di processi plastici variabili e caratterizzati da un altro grado d'indeterminatezza. È impossibile trovare uno stesso insieme di cellule nervose nello stesso momento persino in due gemelli identici. Vi sono quindi conformazioni comuni alla stessa specie, i vincoli a cui sono sottoposti questi processi infatti sono legati alla specie. Tuttavia allo stesso tempo si origina una straordinaria diversità individuale a livello microbiologico in base a criteri topobiologici e di selezione.

## Categorizzazione percettiva, memoria e coscienza
Edelman mette in relazione i meccanismi fisiologici con i comportamenti psicologici attraverso un processo chiamato categorizzazione percettiva. La categorizzazione è la capacità di dividere selettivamente oggetti o eventi all'interno di un mondo senza etichette, trattando i segnali dal mondo esterno. Edelman presume che le categorie risultanti siano utili e adattive per una determinata specie. Al contrario, la categorizzazione concettuale funziona dall'interno del cervello, richiede categorizzazione percettiva e memoria e tratta le attività di porzioni di mappature globali come suo substrato. Il collegamento dei due tipi di categorizzazione, con un percorso aggiuntivo rientrante per ciascuna modalità sensoriale (oltre al percorso che consente l'apprendimento concettuale), dà origine alla coscienza primaria, a una scena correlata, o "immagine". Collegare eventi percettivi in una scena costituisce una categorizzazione concettuale di percezioni simultanee, ciò si verifica prima che i segnali percettivi indipendenti contribuiscano alla memoria di ciascuna modalità. L'attuale categorizzazione percettiva (priva di valore) interagisce con la memoria concettuale (dominata dal valore) prima che gli eventi percettivi e le successive teorie linguistiche modifichino la memoria concettuale. Edelman chiama questo effetto il presente ricordato, e lo tratterà nell'omonimo libro.
La formazione dei concetti e la categorizzazione percettiva, non sarebbero adattative a un animale in assenza di memoria che è una componente essenziale della coscienza.  La coscienza nasce dall'interazione di due parti del sistema neurale che differiscono per struttura anatomica e storia evolutiva: quella responsabile della categorizzazione (stimoli esterni) e quella responsabile del comportamento istintivo (controllo omeostatico del comportamento). A questo livello i concetti non sono assoluti, ma possono essere ricordati.
La coscienza primaria, ovvero l'essere consapevoli delle cose nel mondo, deriva quindi da cicli rientranti che interconnettono categorizzazione percettiva e la memoria "carica di valore".  Per avere una coscienza superiore, il cervello deve anche essere in grado di distinguere tra sé e il resto del mondo e ordinare eventi nel tempo. Una coscienza di livello superiore (in quanto consapevole di se stessa) è possibile se il cervello è in grado di: categorizzazione percettiva, memoria, apprendimento e consapevolezza di se stessi.
Tre funzioni sono sufficienti per la coscienza primaria:
- Un sistema corticale che collega le funzioni concettuali al sistema limbico.

- Una memoria "di categoria di valore", che consente risposte concettuali in termini di interazioni reciproche dei sistemi di tronco talamo-corticale e limbico-cerebrale.
- La segnalazione continua rientrante tra la memoria della categoria di valore e le mappature globali in corso che si occupano della categorizzazione percettiva in tempo reale.[63]

Edelman sostiene che le due parti del sistema nervoso (ovvero il sistema nervoso centrale e il sistema nervoso periferico) differiscano radicalmente nella loro evoluzione, organizzazione e funzione. La coscienza emerge come il prodotto di un confronto categorico in corso sul funzionamento di questi due tipi di sistema nervoso. Il settore cruciale per la coscienza si è evoluta per essere dedicata alle funzioni adattative, omeostatiche ed endocrine correlate ai bisogni immediati dell'individuo per la sopravvivenza. Tali funzioni riflettono quindi valori selezionati evolutivamente che hanno contribuito alla fitness. Le regioni incaricate di definire il sé all'interno di una specie includono l'amigdala, l'ippocampo, il sistema limbico e l'ipotalamo. Le regioni che operano per definire il non-sé comprendono la corteccia, il talamo e il cervelletto. Da un punto di vista evolutivo, il momento cruciale è stato quando è emerso un legame di categoria-valore, poiché successivamente sono state poste le basi per la coscienza.
Edelman fornisce un modello neurofisiologico dettagliato di come funziona la memoria, in particolare come sono rappresentati il tempo e lo spazio (e le successioni al loro interno) che possono essere rappresentati dagli organi cerebrali. Egli sostiene che la formazione dei concetti abbia preceduto il linguaggio e che i concetti siano guidati dal sistema percettivo e impressi nella memoria (diventano assoluti, indipendenti dal tempo). Le strutture cerebrali responsabili della formazione dei concetti sono quelle che possono categorizzare, discriminare e ricombinare i modelli di attività in diversi tipi di mappature globali. Il linguaggio è stato reso possibile dall'emergenza evolutiva dell'anatomia speciale: l'acquisizione di capacità fonologiche ha fornito i mezzi per la semantica e poi per la sintassi, collegando l'apprendimento concettuale preesistente con l'apprendimento lessicale emergente.

## Simulazioni Darwin
La teoria di Edelman è stata applicata da lui e dai suoi collaboratori nella progettazione e nello sviluppo delle simulazioni della serie Darwin, inizialmente realizzate unicamente per mezzo di un calcolatore e successivamente implementate con un supporto fisico collegato ad un computer. Edelman ritiene infatti che sebbene il cervello non sia assimilabile ad un calcolatore, la sua complessità sia tale che solo un computer sarebbe abbastanza potente e veloce da essere usato come strumento per una sua analisi scientifica.
La prima di queste simulazioni, Darwin I, è del 1981 e si focalizza sulla categorizzazione, rimanendo tuttavia molto astratta.
Darwin II è descritto in dettaglio nel capitolo 10 di Darwinismo Neurale ed è concepito come una rete di connessioni sinaptiche che collegano vari gruppi neuronali, ciascuna con una forza che varia in base agli stimoli ricevuti. Darwin II è costituito da due “reti” principali in parallelo, chiamate “Darwin” e “Wallace”, tali da funzionare come una coppia di classificazione. Nell'insieme, Darwin II si concentra sul combinare le rappresentazioni (individuali e per classe) fornite da Darwin e Wallace per ottenere un'unica associazione.
Del 1990 è Darwin III: simulato al computer, è costituito da un occhio mobile e da un braccio meccanico avente quattro articolazioni (una delle quali provvista di senso del tatto), il tutto ancorato ad un supporto fisso. Nel “sistema nervoso” di Darwin III è programmata unicamente la morfologia di tipo evolutivo, sulla base della teoria di Edelman, ma non i comportamenti che il modello metterà in atto. Vari oggetti si muovono nell’ambiente simulato di Darwin III e tramite ripetute esperienze il modello passa da muovere il braccio in modo casuale a imparare a seguire gli oggetti con il suo occhio mobile, arrivando infine a toccarli e a dividerli in classi. Edelman fa notare come Darwin III utilizzi il meccanismo delle mappe globali (da lui descritto in Darwinismo Neurale) per categorizzare sulla base di un sistema di valori (specifici gruppi neurali rilevano le esperienze più importanti e mettono in moto la dinamica selettiva). Tuttavia, per ammissione di Edelman stesso, la limitatezza degli stimoli ai quali poteva rispondere e dei comportamenti che era in grado di applicare rendeva difficile parlare di vero e proprio “apprendimento” per Darwin III.
È stato solo nel 1992 con NOMAD (Neurally Organized Multiply Adaptive Device), chiamato anche Darwin IV, che le simulazioni di Edelman hanno trovato corpo in un vero supporto materiale. Il “cervello” di NOMAD, infatti, è sempre simulato su un calcolatore ma questo è collegato via onde radio-televisive ad un robot completo di telecamera, sensori e ruote. NOMAD utilizza un paradigma selezionista simile a quello del suo predecessore per seguire oggetti e luci in movimento e riesce ad apprendere come categorizzare diversi oggetti metallici sulla base di vari parametri (dopo aver fatto associazioni con la loro conduttività elettrica è in grado di riconoscerli sulla base del colore) e valori acquisiti con l’esperienza. A differenza di Darwin III, NOMAD viene visto da Edelman come un artefatto davvero capace di apprendimento e ha dato il nome di “noetica” all'indagine su macchine aventi questa caratteristica.
Nel corso degli anni, Edelman e i suoi collaboratori hanno continuato a progettare e realizzare i modelli della serie Darwin-NOMAD, fino al più recente Darwin X (2005).

## Critiche alla teoria di Edelman
La principale critica mossa alla teoria di Edelman arriva da Francis Crick ed è esposta nell’articolo “Neural Edelmanism” del 1989, dove egli arriva a suggerire, sarcasticamente, di cambiare il nome della teoria in “edelmanismo neurale”.
Crick attacca innanzitutto l’inclusione del termine “darwinismo” nel nome dato da Edelman alla sua teoria, affermando che l’analogia con la selezione naturale, soprattutto se applicata ai gruppi neuronali, così come quella con il sistema immunitario dei vertebrati, sarebbe ingiustificata e fuorviante. Secondo Crick, infatti, sarebbe più legittimo usare la terminologia selettivista unicamente per parlare delle connessioni neuronali presenti nel repertorio primario (selezione che avverrebbe mediante il potenziamento di alcune connessioni rispetto ad altre), in quanto egli ritiene infondata la nozione stessa di “gruppo neuronale”.
Crick fa notare che Edelman stesso avrebbe cambiato la sua concezione di gruppo neuronale nel corso del tempo: in uno schema esemplificativo del 1984 i gruppi neuronali sembrerebbero già pre-formati e distinti e la selezione avverrebbe su di essi. Tuttavia un'altra immagine riportata da Edelman più tardi in Darwinismo neurale sembrerebbe invece implicare che i gruppi neuronali non siano preesistenti, e che solo le connessioni neurali lo siano. Crick afferma dunque che da quest’ultimo schema sembrerebbe che sia l’ambiente a costruire i gruppi neuronali, a partire dal repertorio di connessioni, e questo inficerebbe l’uso del selettivismo applicato a tali gruppi, che sarebbero invece formati mediante un processo di tipo istruttivista.
Si innesta un ulteriore sviluppo della critica di Crick all’idea di selezione di gruppi neuronali: per essere applicata, dovrebbe riferirsi a entità latenti nel repertorio neurale a disposizione (e secondo Crick potrebbero esserlo) ma nettamente distinte tra di loro. Tuttavia Crick mostra come Edelman non sia preciso nell'indicare come i neuroni andrebbero a comporre un gruppo e su che base i gruppi stessi si distinguerebbero gli uni dagli altri. Egli sottolinea infatti come nelle illustrazioni di Edelman i gruppi siano costituiti da neuroni fisicamente molto vicini l’uno all'altro, osservando che non sarebbe chiaro quanto tali insiemi dovrebbero essere ampi per essere considerati gruppi a tutti gli effetti, e se per “gruppo” sia da intendersi un qualunque agglomerato di neuroni avente una certa dimensione o solo una struttura con una precisa organizzazione (ma in questo caso la questione passerebbe a come tale organizzazione si sia formata). Crick fa infine notare come Edelman non si sia occupato a fondo della questione.
Inoltre, analizza nel dettaglio e critica anche la simulazione Darwin II e la “simulazione somato-sensoriale” riportata brevemente nel capitolo 7 di Darwinismo Neurale. Per entrambe, Crick rileva vari problemi nel poter essere considerate simulazioni accurate del cervello, in quanto mostrerebbero solo che assumendo ipotesi plausibili si possono ottenere determinate caratteristiche funzionali, tuttavia non supportate da alcuna evidenza concreta.
In ultimo Crick critica la mancanza di conferme sperimentali della teoria di Edelman, affermando che finché non si saranno trovate prove empiriche della presenza dei gruppi neuronali e della loro dinamica nel cervello, le analogie con il sistema immunitario e con la selezione naturale risulteranno giustificazioni teoriche troppo deboli.

## Prove sperimentali
Ad oggi la teoria di Edelman ha ricevuto alcune conferme sperimentali, che vanno dunque a colmare quella mancanza di evidenza empirica sottolineata da Crick nella sua critica.
Come evidenzia lo stesso Edelman, la scoperta di neuroni adiacenti della corteccia visiva primaria che emettono scariche elettriche in modo coordinato in relazione a stimoli visivi specifici, va a supportare l’idea della presenza di gruppi neuronali nel funzionamento del cervello. Tali gruppi di neuroni, chiamati colonne di orientamento, sono stati studiati da Reinhard Eckhorn e Wolf Singer (e collaboratori) e discussi in due articoli del 1988 e del 1989.
Anche gli studi di Michael Merzenich sulla plasticità cerebrale sono visti da Edelman come perfettamente in linea con la dinamica di competizione e selezione dei gruppi neuronali da lui formulata.